# Protalebrella parana
Protalebrella parana är en insektsart som beskrevs av Young 1957. Protalebrella parana ingår i släktet Protalebrella och familjen dvärgstritar. Inga underarter finns listade i Catalogue of Life.